# Magnus Björnstjerna (1779–1847)

Magnus Björnstjerna.

Magnus Fredrik Ferdinand Björnstjerna, född 10 oktober 1779 i Dresden, död 6 oktober 1847 i Stockholm, var en svensk greve och general.

## Ungdomsår
Björnstjerna var son till envoyén i Sachsen Magnus Olof Björnstjerna och hans hustru baronessan Vilhelmina von Hagen samt sonson till ärkebiskop Magnus Beronius. Han skickades 1793 till Sverige och ingick samma år 8 oktober som fänrik vid Livgardets värvade infanteri. Han undergick examen i artilleri- och fortifikationsvetenskaperna 1795, och utnämndes 26 oktober 1796 till löjtnant vid samma regemente. Han vistades därefter under ett antal år utomlands och reste genom Tyskland, Schweiz, Frankrike och Spanien och återkom till Sverige 1801. År 1803 kommenderades han med sitt regemente, som nu bytt namn till Finska gardet, till Finland och lades i garnison dels i Sveaborg, dels i Borgå. Han gjorde en resa till Sankt Petersburg 1804, där han bevistade manövrarna, och studerade en tid vid Åbo Akademi. År 1805 utnämndes han till stabskapten, och var samma år kommenderad att följa en bataljon av regementet till Stockholm. 1807 kallades han till arbetande ledamot av krigsvetenskapsakademin.

## Krigstid
I samband med utbrottet av kriget 1808 blev han stabsadjutant vid finska härens generalstab, och deltog i de viktigare fälttågen under kriget, och följde fältmarskalk Mauritz Klingspor till Finland. Han deltog i vinter- och sommarfälttågen och deltog i striderna vid Haistilla, Pyhäjokki och Sickajokki, där han med en bataljon av Tavastehus regemente stormade den av fiende besatta kyrkbyn, och vid Revolax, där Michail Leontievitj Bulatov tillfångatogs och hela det ryska artilleriet erövrades. För sina insatser här slogs han till riddare av Svärdsorden vid Gamlakarleby av Klingspor själv, och han var i slaget vid Nykarleby en av de första som trängde in i staden. Han forcerade under slaget vid Lappo med Björneborgs jägare en by, som betäckte fiendens center. Av Carl Johan Adlercreutz skickades han efter slaget till kungens högkvarter med rapport om segern. Under skärgårdsslaget vid Rimito Kramp lyckades han kringränna fiendens linjer, men kunde inte fullfölja sina operationer då huvuddelen av hans manskap bestod av oövat lantvärn. För sina insatser utnämndes han till överadjutant hos kungen.
Björnstjerna avsändes av kungen för att ansluta till finska armén, ankom till Adlercreutz arme under slaget vid Kauhajoki och kommenderade arriärgardet under reträtten från Ylistaro. 14 september 1808 deltog han i slaget vid Oravais och förde befälet över Helsinge regemente under reträtten sedan dess chef överste Fredric Christian von Platen sårats. Han beordrades av Adlercreutz under samma slag leda regementet i den attack mot ryssarnas center som letts av Upplands regemente. Adlercreutz kom för hans insatser att föra upp honom på listan över förslag till mottagare av Svärdsordens stora kors.
Han bevistade därefter finska arméns operationer och reträtt till Uleåborg. Björnstjerna avsändes som parlamentär för att med Nikolaj Kamenskij 19 november 1808 sluta det avtal, som lät finska armen retirera till Uleåborg. Av Gustav IV Adolf erhöll han en hederssabel, och utnämndes 19 december 1808 till major vid Västmanlands regemente. År 1809 befordrades han till generaladjutant vid högra flygeln med överstelöjtnants grad.
Han var en av de aktivaste deltagarna i 1809 års revolution och skickades då den var klar på hemligt uppdrag till Napoleon I.
År 1812 utnämndes Björnstjerna till överste vid Kalmar regemente, och bevistade fälttåget i Tyskland där han deltog i övergången av Elbe vid Wörlitz, anfallet på Dessau, slaget vid Fredriksort med flera strider. År 1814 blev han generalmajor och deltog i fälttågen på andra sidan Rhen. Samma år blev han chef för fältmarskalk Curt von Stedingks generalstab, och utnämndes till generaladjutant för de yttre ärendena vid hären i Norge, och ledde som sådan förhandlingarna under konventionen i Moss 1814.

## Fredstid
År 1815 utnämndes Björnstjerna till generaladjutant för armén och 1820 till generallöjtnant. Björnstjerna var 1828–1846 svensk minister i London. Han upphöjdes 1815 till friherrligt stånd, grevligt stånd 1826, serafimerriddare 1838 och utsågs 1841 till en av rikets herrar. År 1843 befordrades han till general. Han invaldes 1835 som ledamot nummer 449 av Kungliga Vetenskapsakademien.
Björnstjerna var även verksam som författare i statsekonomiska och politiska frågor, bland hans böcker märks: Om beskattningens grunder i Sverige (1832); Grunder för representationens möjliga ombyggnad och förenkling (1835); Det Brittiska riket i Ostindien (1839); Om Hinduernas Theogoni, Philosofi och Kosmogoni (1843) samt Förslag till en förändrad Nationalrepresentation (1844). I riksdagen var han en aktiv kämpe för konservativa ideal, bland annat motsatte han sig hårt den lika arvsrätten mellan man och kvinna.

## Utmärkelser

### Svenska Utmärkelser
- Riddare och Kommendör av Serafimerorden i briljanter.
- Kommendör med Stora Korset av Svärdsorden
- Riddare med Stora Korset

### Utländska Utmärkelser
- Preussiska Pour le Mérite
- Riddare av 4:e klass av Ryska Sankt Georgsorden,